# Campeonato Sul-Mato-Grossense 1995
In 1995 werd het zeventiende Campeonato Sul-Mato-Grossense gespeeld voor voetbalclubs uit de Braziliaanse staat Mato Grosso do Sul. De competitie werd georganiseerd door de Federação de Futebol de Mato Grosso do Sul en werd gespeeld van 5 maart tot 20 augustus. Chapadão werd kampioen. 

## Eerste toernooi

### Groep A
| Plaats | Club                     | Wed. | W | G | V | Saldo | Ptn. |
| ------ | ------------------------ | ---- | - | - | - | ----- | ---- |
| 1.     | Pontaporanense           | 10   | 5 | 4 | 1 | 18:6  | 19   |
| 2.     | Taveirópolis             | 10   | 4 | 4 | 2 | 11:8  | 16   |
| 3.     | Marítimos                | 10   | 4 | 3 | 3 | 16:11 | 15   |
| 4.     | Operário de Campo Grande | 10   | 4 | 3 | 3 | 13:8  | 15   |
| 5.     | Ubiratan                 | 10   | 2 | 3 | 5 | 10:13 | 9    |
| 6.     | Operário de Dourados     | 10   | 2 | 1 | 7 | 8:30  | 7    |

|  | Geplaatst voor tweede toernooi |

### Groep B
| Plaats | Club          | Wed. | W | G | V | Saldo | Ptn. |
| ------ | ------------- | ---- | - | - | - | ----- | ---- |
| 1.     | Dom Bosco     | 8    | 4 | 2 | 2 | 12:6  | 14   |
| 2.     | Cassilandense | 8    | 2 | 6 | 0 | 3:1   | 12   |
| 3.     | Chapadão      | 8    | 1 | 3 | 2 | 5:6   | 8    |
| 4.     | Comercial     | 8    | 1 | 5 | 2 | 7:11  | 8    |
| 5.     | Paranaibense  | 8    | 1 | 4 | 3 | 7:10  | 7    |

|  | Geplaatst voor tweede toernooi |

## Tweede toernooi

### Eerste fase
| Plaats | Club                     | Wed. | W | G | V | Saldo | Ptn. |
| ------ | ------------------------ | ---- | - | - | - | ----- | ---- |
| 1.     | Operário de Campo Grande | 12   | 7 | 5 | 0 | 20:5  | 26   |
| 2.     | Cassilandense            | 12   | 5 | 3 | 4 | 13:13 | 18   |
| 3.     | Dom Bosco                | 12   | 4 | 5 | 3 | 13:15 | 17   |
| 4.     | Chapadão                 | 12   | 4 | 3 | 5 | 16:11 | 15   |
| 5.     | Taveirópolis             | 12   | 3 | 4 | 5 | 11:13 | 13   |
| 6.     | Pontaporanense           | 12   | 2 | 6 | 4 | 12:15 | 12   |
| 7.     | Marítimos                | 12   | 3 | 2 | 7 | 16:29 | 11   |

|  | Geplaatst voor tweede fase |

## Tweede fase
Dom Bosco kwalificeerde zich voor de finale, maar werd gediskwalificeerd omdat ze een niet-speelgerechtige speler opgesteld hadden. 
|  | Halve finale  | Halve finale | Halve finale |   |               | Finale | Finale | Finale |
|  |               |              |              |   |               |        |        |        |
|  | Dom Bosco     | 2            | 1            |   |               |        |        |        |
|  | Cassilandense | 0            | 2            |   |               |        |        |        |
|  | Cassilandense | 0            | 2            |   | Cassilandense | 1      | 0      |        |
|  |               |              |              |   | Cassilandense | 1      | 0      |        |
|  |               | Chapadão     | 2            | 1 |               |        |        |        |
|  | Chapadão      | Chapadão     | 2            | 1 | 1             | 1      |        |        |
|  | Chapadão      |              |              |   | 1             | 1      |        |        |
|  | Operário      | 0            | 0            |   |               |        |        |        |

### Kampioen
| Campeonato Sul-Mato-Grossense de 1995 |
| Mato Grosso do Sul                    |
| ------------------------------------- |
| CHAPADÃO Kampioen (1° titel)          |